# Kaliumperiodat
Kaliumperiodat ist eine chemische Verbindung aus der Gruppe der Periodate (genauer das Kaliumsalz der Metaperiodsäure). Es ist ein weißer, kristalliner Feststoff, der sich in Wasser relativ schlecht löst.

## Gewinnung und Darstellung
Zur Darstellung im Labor verwendet man Kaliumiodat, das mithilfe von Kaliumperoxodisulfat im Alkalischen (zweckmäßigerweise in Kalilauge, KOH) oxidiert wird:
{\displaystyle \mathrm {IO_{3}^{-}+S_{2}O_{8}^{2-}+2\ OH^{-}\longrightarrow IO_{4}^{-}+2\ SO_{4}^{2-}+H_{2}O} }
Die Reaktion wird in siedender Lösung durchgeführt. Danach kann das Salz mittels Neutralisation mit halbkonzentrierter Salpetersäure ausgefällt, mit Eiswasser gewaschen und abfiltriert werden. Eine andere Möglichkeit ist das Einleiten von Chlor in alkalische Kaliumiodatlösung.:
{\displaystyle \mathrm {KIO_{3}+2\ KOH+Cl_{2}\longrightarrow KIO_{4}+2\ KCl+H_{2}O} }

## Eigenschaften
Kaliumperiodat ist ein starkes Oxidationsmittel. So wird eine wässrige Lösung von Kaliumiodid von Kaliumperiodat zum elementaren Iod oxidiert, Mangan(II)-Salze werden zu Permanganaten oxidiert.
{\displaystyle \mathrm {KIO_{4}+2\ KI+H_{2}O\longrightarrow KIO_{3}+I_{2}+2KOH} }
Seine Kristalle sind isomorph mit Kaliumperchlorat. Beim Auflösen in Kalilauge entsteht Kaliumdiperiodat, das mit Salpetersäure wieder zum einfachen Kaliumperiodat rückgeführt werden kann.
{\displaystyle \mathrm {2\ KIO_{4}+2\ KOH\longrightarrow K_{4}I_{2}O_{9}+H_{2}O} }
{\displaystyle \mathrm {K_{4}I_{2}O_{9}+2\ HNO_{3}\longrightarrow 2KIO_{4}+2KNO_{3}+H_{2}O} }
Kaliumorthoperiodat K2H3IO6, das durch Oxidation von Kaliumiodat mit Natriumhypochlorit entsteht, gibt bei 100 °C Wasser ab und geht in Kaliumdiperiodat über.
{\displaystyle \mathrm {2\ K_{2}H_{3}IO_{6}\ {\xrightarrow {100^{o}C}}\ K_{4}I_{2}O_{9}+3\ H_{2}O} }
In wässrigen Lösungen von Periodaten liegen folgende Gleichgewichte vor:
{\displaystyle \mathrm {\lbrack H_{3}IO_{6}\rbrack ^{2-}+H^{+}\rightleftharpoons \lbrack IO_{4}\rbrack ^{-}+2\ H_{2}O} }
{\displaystyle \mathrm {2\ \lbrack H_{3}IO_{6}\rbrack ^{2-}\rightleftharpoons 2\ \lbrack HIO_{5}\rbrack ^{2-}+2\ H_{2}O} }
{\displaystyle \mathrm {2\ \lbrack HIO_{5}\rbrack ^{2-}\rightleftharpoons \lbrack H_{2}I_{2}O_{10}\rbrack ^{4-}\rightleftharpoons \lbrack I_{2}O_{9}\rbrack ^{4-}+H_{2}O} }

## Verwendung
Neben seiner Wirkung als Oxidationsmittel wird Kaliumperiodat als Reagenz zur analytischen Bestimmung von Cer verwendet.